# Наумова, Ольга Валерьевна
Ольга Валерьевна Наумова (род. 30 июня 1972, Москва) — российский топ-менеджер. Экс-генеральный директор «Пятёрочки» и «Магнита».

## Карьера
В 1994 году окончила социологический факультет МГУ по специальности «маркетинг», повышала квалификацию в Колумбийском университете (США) и институте INSEAD (Франция).
В 1993—1994 годах руководила московским представительством компании «Альт» (Санкт-Петербург), специализирующейся на управленческом консалтинге.
В 1994—2000 годах работала в группе компаний IBS: директором по маркетингу компании «Дилайн», затем генеральным директором компании «Компьютер депо».
В 2000—2001 годах была коммерческим директором компании «Русский продукт».
С 2001 по 2002 годы — директор по организации бизнеса Череповецкого сталепрокатного завода ПАО «Северсталь», с 2002 по 2006 годы — генеральный директор завода. Кроме того, с 2003 по 2004 годы — генеральный директор ОАО «Орловский сталепрокатный завод» (входил в группу компаний «Северсталь», в 2006 году вместе с Череповецким сталепрокатным заводом и Волгоградским сталепроволочно-канатным заводом был присоединён к ЗАО «Северсталь-метиз»). С 2004 года возглавляла Группу «Северсталь-метиз», позднее — ЗАО «Северсталь-метиз».
В 2009 году заняла пост директора Новолипецкого металлургического комбината (НЛМК) по сортовому прокату и метизам, в декабре 2009 года стала генеральным директором вновь созданного ООО «НЛМК-Сорт» (управляло на тот момент ОАО «Нижнесергинский метизно-металлургический завод», ЗАО «Уральский завод прецизионных сплавов», ЗАО «Березовский электрометаллургический завод», ЗАО «Калужский научно-производственный электрометаллургический завод», предприятия ПО «Вторчермет НЛМК» и рядом других компаний Сортового дивизиона).
С 2010 по 2013 годы работала генеральным директором компании «Римера» — нефтесервисного дивизиона Челябинского трубопрокатного завода, в которую входили производители трубодеталей и трубопроводной арматуры — предприятия СОТ, Магнитогорский завод механомонтажных заготовок, чешский завод MSA, «Алнас» (крупнейший в России производитель электропогружных насосов и электродвигателей для нефтяной промышленности), завод по производству нефтегазового оборудования «Ижнефтемаш», ООО «Юганскнефтегазгеофизика» (более 34 % рынка геофизических услуг в ХМАО), ООО «Томскнефтегазгеофизика» (60 % рынка Томской области), буровая компания «Таймырнефтеразведка».
С мая 2013 года по апрель 2018 года — генеральный директор федеральной торговой сети «Пятёрочка» X5 Retail Group.
С мая 2018 года — исполнительный директор компании «Магнит», с июня 2018 года — генеральный директор. 26 июня 2019 покинула «Магнит» в связи с разногласиями с акционерами компании относительно стратегии дальнейшей трансформации.
С 7 октября 2019 года является генеральным директором логистической компании «LORUS SCM», получив долю в ее капитале, а так же вошла в руководство группы «Соллерс» Вадима Швецова.
В 2021 году возглавила новую розничную продовольственную сеть «Восточный союз», образованную при слиянии ГК «Красный Яр», «Самбери» и ГК «Слата». Новый холдинг претендует на место в десятке российских продовольственных ритейлеров.
В мае 2024 года стала исполнительным директором сети Wildberries. В ее задачи входили оптимизация логистики и улучшение клиентского опыта. В начале июля 2024 года Наумова покинула Wildberries. По словам собеседников Forbes, причиной ухода Наумовой из Wildberries стали «разногласия с собственниками». Она «рассчитывала», что будет управлять процессами, но «Татьяна Бакальчук отдавать управление не собиралась».

## Награды и премии
В 2004 году стала лауреатом Национальной премии общественного признания достижения женщин России «Олимпия» в номинации «Бизнес-репутация» (премия учреждена Российской Академией бизнеса и предпринимательства совместно с Российским союзом промышленников и предпринимателей (работодателей)).
Лауреат Премии РБК-2016 в категории «Менеджер года» за качественные преобразования бизнеса, разработку и внедрение новой стратегии развития сети «Пятёрочка».

## Личная жизнь
Замужем, воспитывает дочь и сына (1999 и 2010 годов рождения).
Мать — математик, окончила мехмат МГУ, преподавала на факультете ВМК МГУ. Отец работает в МГТУ им. Баумана, специализируясь на колесно-гусеничных машинах.